# Linnanmäki
Linnanmäki – park rozrywki w Helsinkach, położony w dzielnicy Alppila, otwarty w 1950 roku. W parku znajduje się około 40 urządzeń rozrywkowych, w tym 8 kolejek górskich, hale z automatami do gry, kioski, restauracje i scena zewnętrzna. Linnanmäki należy do najczęściej odwiedzanych atrakcji turystycznych Finlandii.

## Kolejki górskie

### Czynne
Na rok 2020 w parku znajdowało się 8 czynnych kolejek górskich.
| # | Nazwa            | Producent    | Data otwarcia    | Typ                             | Wysokość [m] | Prędkość [km/h] | Źródło |
| - | ---------------- | ------------ | ---------------- | ------------------------------- | ------------ | --------------- | ------ |
| 1 | Vuoristorata     | ?            | 13 lipca 1951    | drewniana                       | 22,9         | 60              | [ 4 ]  |
| 2 | Pikajuna         | Mack Rides   | 1990             | stalowy powered coaster         | 7            | 37              | [ 5 ]  |
| 3 | Linnunrata eXtra | Zierer       | 1 maja 2000      | stalowy rodzinny indoor coaster | 7            | 40              | [ 6 ]  |
| 4 | Tulireki         | Mack Rides   | 29 kwietnia 2004 | stalowa rodzinna                | 16,5         | 58              | [ 7 ]  |
| 5 | Kirnu            | Intamin      | 27 kwietnia 2007 | stalowy 4D coaster              | 25           | 60              | [ 8 ]  |
| 6 | Salama           | Maurer Rides | 25 kwietnia 2008 | stalowy spinning coaster        | 17           | 60              | [ 9 ]  |
| 7 | Ukko             | Maurer Rides | 27 maja 2011     | stalowa                         | 46,2         | 105             | [ 10 ] |
| 8 | Taiga            | Intamin      | 18 czerwca 2019  | stalowy multi-launched coaster  | 52           | 106             | [ 11 ] |

### Usunięte
Na rok 2020, z 11 kolejek górskich wybudowanych w historii istnienia parku, 3 zostały usunięte.
| # | Nazwa                 | Producent     | Data otwarcia | Data zamknięcia      | Typ                     | Wysokość [m] | Prędkość [km/h] | Źródło |
| - | --------------------- | ------------- | ------------- | -------------------- | ----------------------- | ------------ | --------------- | ------ |
| 1 | Kiddie Roller Coaster | ?             | 1971          | 1989                 | dziecięca               | ?            | ?               | [ 13 ] |
| 2 | Katapult              | Schwarzkopf   | 1992          | 1993                 | stalowy shuttle coaster | ?            | ?               | [ 14 ] |
| 3 | Vonkaputous           | Premier Rides | 12 maja 2001  | 22 października 2010 | stalowy water coaster   | 24,1         | 60              | [ 15 ] |